# Longjing, Chongqing
Longjing (kinesiska: 龙井) var en socken i sydvästra Kina. Den ligger i häradet Wushan i storstadsområdet Chongqing, omkring 360 kilometer nordost om det centrala stadsdistriktet Yuzhong. Antalet invånare vid folkräkningen 2010 var 19 130. Befolkningen bestod då av 9 178 kvinnor och 9 952 män. Barn under 15 år utgör 21,0 %, vuxna 15-64 år 69 %, och äldre över 65 år 9,0 %.
I juli 2011 upphörde socknen och ersattes av stadsdelsdistrikten Gaotang och Longmen.